# Конг Самол
Конг Самол (кхмер. គង់ សំអុល; 1 ноября 1936 — 2 сентября 2024) — камбоджийский политик, Министр Королевского дворца Камбоджи (с 30 ноября 1998 до кончины 2 сентября 2024 года). Ранее занимал должность Министра сельского и лесного хозяйств Народной Республики Кампучия (1986—1989). Член правящей Народной партии Камбоджи, в 2003 году избран представителем провинции Кампонгчнанг в Национальной ассамблее Камбоджи.
Умер 2 сентября 2024 года в возрасте 87 лет.